# Bundestagswahlkreis Uelzen
Der Bundestagswahlkreis Uelzen war von 1949 bis 1965 ein Wahlkreis in Niedersachsen. Er umfasste den Landkreis Uelzen und den Nordteil des Landkreises Gifhorn. Nach der Auflösung des Wahlkreises wurde sein Gebiet auf die Wahlkreise Lüneburg – Lüchow-Dannenberg, Soltau – Harburg und Gifhorn aufgeteilt.
Der letzte direkt gewählte Wahlkreisabgeordnete war Walter Pflaumbaum (CDU).

## Wahlkreissieger
| Jahr | Name                | Partei | Erststimmen |
| ---- | ------------------- | ------ | ----------- |
| 1961 | Walter Pflaumbaum   | CDU    | 36,6 %      |
| 1957 | Walter Pflaumbaum   | CDU    | 34,3 %      |
| 1953 | Heinrich Zimmermann | DP     | 27,5 %      |
| 1949 | Moritz-Ernst Priebe | SPD    | 36,0 %      |

## Wahlkreisgeschichte
| Wahl      | Wahlkreisname | Gebiet                                            |
| --------- | ------------- | ------------------------------------------------- |
| 1949      | 17 Uelzen     | Landkreis Uelzen, Landkreis Gifhorn (nördl. Teil) |
| 1953–1961 | 39 Uelzen     | Landkreis Uelzen, Landkreis Gifhorn (nördl. Teil) |